# Hit The Floor

Hit the Floor, originalmente intitulado Bounce, é uma série de televisão americana de drama esportivo da VH1, criada por James LaRosa. A série segue Ahsha, uma garota que se junta ao time de líderes de torcida da NBA, As "Los Angeles Devil Girls", sem saber do mundo traiçoeiro e tentador que se segue. Ela estreou em 27 de maio de 2013. Em 27 de abril de 2017, a série foi renovada para uma quarta temporada de oito episódios que estreou no BET em 10 de julho de 2018. Em 7 de dezembro de 2018, a série foi cancelada pelo BET.

## Sinopse
A série acompanha Ahsha Hayes, a talentosa e ingênua filha da mãe solteira Sloane Hayes. Ela se junta à equipe de dança e torcida da NBA chamada Los Angeles Devil Girls. Ela rapidamente descobre que sua mãe mentiu e guardou segredos envolvendo a vida como uma ex-Devil Girl. Sem saber em quem confiar, Ahsha deve trilhar por seu próprio caminho através do perigoso e tentador mundo do basquete profissional. Derek Roman tenta atrair Ahsha para longe de seu namorado, o professor German Vega. Quanto mais ela resiste a seus avanços, mais persistente, e tentador, ele se torna quando a insegurança de German o domina. A Companheira de equipe de Ahsha, Kyle Hart, tenta trazê-lo à razão e revela sua própria agenda enquanto explica como o mundo funciona e como está fazendo o mundo funcionar para ela. O pai de Ahsha, Pete Davenport, sabe em primeira mão como a vida pode ser difícil como um ex-craque do time Devils. Ele se torna o novo treinador e descobre que seu passado é ainda mais complicado do que ele pensava. O relacionamento entre jogadores e dançarinas são proibidos até o momento, o que apenas torna a quebra das regras mais tentadora, já que a história parece se repetir. A capitã do time das Devil Girls, Jelena Howard está namorando o jogador Terrence Wall desrespeitando as regras como a clássica "garota má" tentando manter Ahsha desequilibrada porque ela a vê como uma ameaça.

## Elenco
- Dean Cain como Pete Davenport
- Taylour Paige como Ahsha Hayes
- Logan Browning como Jelena Howard
- Kimberly Elise como Sloane Hayes
- Katherine Bailess como Kyle Hart
- Valery Ortiz como Raquel Saldana
- Don Stark como Oscar Kinkade
- Charlotte Ross como Olivia Vincent
- Jonathan "Lil J" McDaniel como German Vega
- Adam Senn como "Zero"
- Brent Antonello como Jude Kinkade
- Jodi Lyn O'Keefe como Lionel Davenport
- McKinley Freeman como Derek Roman
- Robert Christopher Riley como Terrence Wall

## Produção
Hit the Floor foi anunciado pela VH1 em abril de 2012. A série foi criada e produzida por LaRosa, ao lado de Bryan Johnson e Maggie Malina. O piloto foi escrito por James LaRosa e dirigido por Sanaa Hamri. Estrelando o piloto estava Taylour Paige como Ahsha, A líder; Dean Cain como Pete, o treinador do time de basquete; Kimberly Elise como Sloane, a mãe de Ahsha; Valery Ortiz como Raquel e Katherine Bailess como Kyle.
Após o anúncio do piloto, Charlotte Ross assinou contrato para interpretar Olivia, uma ex-dançarina que virou supervisora do time Devils. O piloto foi ordenado para a série em julho de 2012, com Logan Browning, Jonathan McDaniel e McKinley Freeman no elenco principal. Don Stark, que interpreta Oscar Kinkade, o dono do time de basquete, e Robert Christopher Riley, que interpreta o astro Terrence, foram promovidos de convidados, no piloto, a regulares na série.
Foi anunciado em 2 de abril de 2013 que a Starz Distribution havia finalizado um acordo de distribuição internacional de televisão para representar a série fora dos Estados Unidos.
A VH1 anunciou a renovação da segunda temporada em 15 de julho de 2013. A primeira temporada foi a número 1 da série de roteiros a cabo de meados de 2013 entre os adultos de 18 a 49 anos. A produção da 2ª temporada começou em 31 de janeiro de 2014. Foi estreada em 26 de maio de 2014.
Em 29 de julho de 2014, a VH1 anunciou a renovação da terceira temporada de Hit the Floor. O criador da série, James LaRosa, bem como a própria série anunciaram no Twitter que Hit the Floor estaria retornando dia 18 de janeiro de 2016. Em 1 de abril de 2016, A VH1 dedicou uma hora do especial de verão para Hit The Floor para responder os cliffhangers levantados no final da terceira temporada, que foi ao ar em 5 de setembro de 2016. Em 27 de abril de 2017, foi anunciado que a série passaria para o BET para suas futuras temporadas. A série retorna com oito episódios da sua quarta temporada em 10 de julho de 2018.

## Episódios

### Resumo
| Temporada | Temporada | Episódios | Exibição original     | Exibição original     | Exibição original |
| Temporada | Temporada | Episódios | Estreia da temporada  | Final da temporada    | Emissora          |
| --------- | --------- | --------- | --------------------- | --------------------- | ----------------- |
|           | 1         | 10        | 27 de maio de 2013    | 29 de julho de 2013   | VH1               |
|           | 2         | 12        | 26 de maio de 2014    | 11 de agosto de 2014  | VH1               |
|           | 3         | 10        | 18 de janeiro de 2016 | 28 de março de 2016   | VH1               |
|           | Especial  | Especial  | 5 de setembro de 2016 | 5 de setembro de 2016 | VH1               |
|           | 4         | 8         | 10 de julho de 2018   | 28 de agosto de 2018  | BET               |

## Referencias
1. 1 2  «VH1 Continues Winning Momentum in Scripted Arena By Setting Scripted Series "Bounce" In Motion With Greenlight». TheFutonCritic. 30 de setembro de 2012. Consultado em 30 de setembro de 2012
2. ↑  Bibel, Sara (30 de abril de 2013). «New Scripted Drama 'Hit The Floor' to Premiere Monday, May 27 on VH1». TV by the Numbers. Consultado em 15 de maio de 2013
3. ↑  Andreeva, Nellie (3 de abril de 2012). «VH1 Preps Hourlong Scripted Pilot 'Bounce'». Deadline.com. Consultado em 30 de setembro de 2012
4. ↑  Goldberg, Lesley (2 de maio de 2012). «VH1's 'Bounce' Adds 'NYPD Blue' Actress». TheHollywoodReporter. Consultado em 30 de setembro de 2012
5. ↑  Andreeva, Nellie (17 de setembro de 2012). «Duo Cast in Netflix's 'Orange Is The New Black', Don Stark Upped on VH's 'Hit The Floor'». Deaadline.com. Consultado em 30 de setembro de 2012
6. ↑  «Starz Worldwide Distribution Secures International Television Distribution Rights for Upcoming VH1 Scripted Series, "Hit The Floor"». The Futon Critic. 2 de abril de 2013. Consultado em 15 de maio de 2013
7. ↑  Kondolojy, Amanda (15 de julho de 2013). «'Hit the Floor' Renewed for Second Season by VH1». TV by the Numbers. Arquivado do original em 5 de agosto de 2013
8. ↑  Ng, Philiana (14 de março de 2014). «VH1's 'Hit the Floor': Sexy Season 2 Promo Debuts (Exclusive Video)». The Hollywood Reporter. Consultado em 24 de março de 2014
9. ↑  «VH1 GREENLIGHTS "HIT THE FLOOR" SUMMER SPECIAL»
10. ↑  «VH1's "Hit the Floor: Til Death Do Us Part" to Premiere Labor Day, September 5th at 9PM». The Futon Critic. Consultado em 19 de agosto de 2016
11. ↑  «BET Announces Loaded 2017-2018 Slate». shadowandact.com
12. ↑  Ellenbogen, Rachael (27 de novembro de 2017). «'Hit The Floor' Season 4 Casting News: 4 New Characters Joining Series». International Business Times. Consultado em 1 de janeiro de 2018
13. ↑  Hit The Floor [@HitTheFloor] (26 de abril de 2018). «Devils Have A New Playground 😈 #HitTheFloor is here is July 10 at 10/9c!» (Tweet). Consultado em 5 de maio de 2018 – via Twitter
14. ↑  Ellenbogen, Rachael (27 de novembro de 2017). «Hit The Floor Season 4 Casting News: 4 New Characters Joining Series». International Business Times. Consultado em 1 de janeiro de 2018

## Ligações Externas
- «Página oficial»
- Hit the Floor. no IMDb.